# خانه سرکاراتی
خانه سرکاراتی مربوط به دوره قاجار است و در تبریز، خبابان دارايی، کوچه سرکاراتی، بن‌بست حاج يوسف قزوينی، پلاک ۲۹ واقع شده و این اثر در تاریخ ۱۸ بهمن ۱۳۹۳ با شمارهٔ ثبت ۳۱۱۸۴ به‌عنوان یکی از آثار ملی ایران به ثبت رسیده است.